# Saint-Aubin-des-Bois (Calvados)
 Saint-Aubin-des-Bois  es una población y comuna francesa, situada en la región de Baja Normandía, departamento de Calvados, en el distrito de Vire y cantón de Saint-Sever-Calvados.

## Demografía
| 405 | 351 | 307 | 272 | 230 | 261 |
| Para los censos de 1962 a 1999 la población legal corresponde a la población sin duplicidades (Fuente: INSEE [Consultar]) |     |     |     |     |     |